# Evelyn E. Smith
Evelyn E. Smith (geboren am 25. Juli 1922 in New York City; gestorben am 4. Juli 2000 ebenda) war eine amerikanische Autorin von Kreuzworträtseln, Krimis, Science-Fiction und Horror.

## Werk
Ihre erste SF-Erzählung veröffentlichte sie 1952 in dem Magazin Galaxy. Der junge Michael ist in einer Loge der Bruderschaft aufgewachsen und daher wenig vertraut mit den Sitten und Gebräuchen im „Vereinigten Universum“. Dort herrscht seit Jahrhunderten Friede, da die Wurzel aller Kriege und Konflikte beseitigt wurde: alles, woran irgendeine der zahlreichen Rassen des Universums Anstoß nehmen könnte oder was irgendwo als Tabu gilt, ist im gesamten Universum anstößig und Tabu, zum Beispiel Nahrungsaufnahme in der Öffentlichkeit, weiter als 200 Meter zu gehen oder der Gebrauch des Wortes „Geschichte“. Und allüberall wird man mit gereimten Werbesprüchen und Werbesendungen berieselt, denen man sich nicht entziehen darf, da dies das Ego des Werbetreibenden kränken könnte – und Egoverletzung ist kriminell. Michael erkennt schnell, dass er in diesem Universum keinen Platz hat und kehrt zur Bruderschaft zurück. Die Kurzgeschichte kann heute als Satire auf Political Correctness gelesen werden, die offenbar bereits 1952 ihre Schatten vorauswarf. Sie ist auch typisch für Smiths Science-Fiction, die sich häufig im humoristisch-satirischen Spektrum bewegt. Teilweise sind ihre Geschichten auch durchaus schwarzhumorig, wenn zum Beispiel in The Last of the Spode (1953) nach der Apokalypse die letzten drei Briten hauptsächlich die Sorge umtreibt, ob denn die Teevorräte bis zum Ende ihres Lebens reichen werden und einer bedauernd bemerkt, dass es immerhin um die Bodleian doch irgendwie schade sei.
Bis Anfang der 1960er Jahre erschienen über 50 Kurzgeschichten in Galaxy, Fantastic Universe, The Magazine of Fantasy and Science Fiction und anderen Magazinen. 1962 folgte ein erster Roman, The Perfect Planet, in dem ein Astronautenpaar auf einen Wellness-Planeten verschlagen wird, eine Satire auf den Gesundheits- und Fitness-Fanatismus. Bekannt wurde sie aber vor allem durch die Krimiserie Miss Melville mit der Protagonistin Susan Melville, Künstlerin in mittleren Jahren und New Yorker Gesellschaftsdame, die gelegentlich auch einmal Mordaufträge übernimmt. Neben Science-Fiction schrieb Smith unter dem Pseudonym Delphine C. Lyons auch mehrere Horrorromane und einige Sachbücher, darunter den Okkult-Ratgeber Everyday Witchcraft.
Als Science-Fiction-Autorin lange Zeit weitgehend vergessen, erschienen ab 2010 mehrere Sammlungen ihrer Erzählungen. Ihre Werke wurden ins Französische, Italienische und Spanische übersetzt. Drei ihrer Erzählungen erschienen in deutscher Übersetzung.

## Bibliografie
Miss Melville (Krimiserie)
- Miss Melville Regrets (1986)
- Miss Melville Returns (1988)
- Miss Melville’s Revenge (1990)
- Miss Melville Rides a Tiger (1991)
- Miss Melville Runs for Cover (1993)

Romane (als Evelyn E. Smith)
- The Perfect Planet (1962)
- Unpopular Planet (1975)
- The Copy Shop (1985)

Romane (als Delphine C. Lyons)
- Flowers of Evil (1965)
- House of Four Windows (1965)
- The Depths of Yesterday (1966)
- Valley of Shadows (1968)
- Phantom at Lost Lake (1970)

Sammlungen
- Evelyn E. Smith Resurrected: Selected Stories of Evelyn E. Smith (2010)
- The Two Suns of Morcali and Other Stories (2012)
- Anthology of Sci-Fi V24: The Pulp Writers: Evelyn E. Smith (2013)
- The 20th Golden Age of Science Fiction Megapack (2015)

Kurzgeschichten
- Tea Tray in the Sky (1952)
- The Martian and the Magician (1952)
- Not Fit for Children (1953)
- The Last of the Spode (1953)
- Nightmare on the Nose (1953)
- Call Me Wizard (1954)
- BAXBR/DAXBR (1954)
- Gerda (1954)
  - Deutsch: Gerda. In: Isaac Asimov, Charles G. Waugh, Martin Harry Greenberg (Hrsg.): Drachenwelten. Heyne Science Fiction & Fantasy #4159, 1985, ISBN 3-453-31114-0.
- The Agony of the Leaves (1954)
- At Last I’ve Found You (1954)
- Collector’s Item (1954)
- The Laminated Woman (1954)
- Dragon Lady (1955)
- The Vilbar Party (1955)
- Helpfully Yours (1955)
- The Big Jump (1955)
- Man’s Best Friend (1955)
- Teragram (1955)
- The Faithful Friend (1955)
- The Princess and the Physicist (1955)
- The Good Husband (1955)
- The Doorway (1955)
- Jack of No Trades (1955)
- Weather Prediction (1955)
- Floyd and the Eumenides (1955)
- The Captain’s Mate (1956)
- The Venus Trap (1956)
- Mr. Replogle’s Dream (1956)
- Woman’s Touch (1957)
- The Ignoble Savages (1957)
- The Lady from Aldebaran (1957)
- Once a Greech (1957)
- Outcast of Mars (1957)
- The 4D Bargain (1957)
- The Hardest Bargain (1957)
- The Man Outside (1957)
- The Most Sentimental Man (1957)
- The Weegil (1957)
- The Blue Tower (1958)
- My Fair Planet (1958)
- Two Suns of Morcali (1958)
- The People Upstairs (1959)
- The Alternate Host (1959)
- Send Her Victorious (1960)
- A Day in the Suburbs (1960)
  - Deutsch: Ein Tag in Suburbia. In: Wulf Bergner (Hrsg.): Ein Tag in Suburbia. Heyne Science Fiction & Fantasy #3353, 1973.
- Sentry of the Sky (1961)
- Softly While You’re Sleeping (1961)
- Robert E. Lee at Moscow (1961)
- They Also Serve (1962)
- Little Gregory (1964)
  - Deutsch: Erzieherin gesucht. In: Charlotte Winheller (Hrsg.): Irrtum der Maschinen. Heyne Allgemeine Reihe #299, 1964.
- Calliope and Gherkin and the Yankee Doodle Thing (1969)

Sachliteratur (als Delphine C. Lyons)
- The Armchair Shopper’s Guide : Mail Order Bargains Around the World (1968)
- Everyday Witchcraft : Love Magic, Charms and Spells, Fortune Telling : Everything You Need to Know to Enjoy Occult Power! (1972)
- The Whole World Catalog (1973)